# Charles Weinberger
 (avril 2024).
Si vous disposez d'ouvrages ou d'articles de référence ou si vous connaissez des sites web de qualité traitant du thème abordé ici, merci de compléter l'article en donnant les références utiles à sa vérifiabilité et en les liant à la section « Notes et références ».
Karl Rudolf Michael «Charles» Weinberger (appelé aussi Carl Weinberger), né le 3 avril 1861 à Vienne et y mort le 1er novembre 1939, est un compositeur autrichien d'opérettes.

## Biographie
Sa mère Hélène Weinberger, épouse de Hugo Wittmann, est après un engagement au Hofburgtheater, interprète célèbre d'Offenbach au Carltheater.
Weinberger est, entre 1922 et 1925, président des compositeurs autrichiens (Österreichischen Komponistenbundes), comme le furent également Heinrich Reinhardt et Carl Michael Ziehrer.
Sa tombe se trouve au Cimetière évangélique de Matzleinsdorf. En 1955, on inaugure la cour Weinberger à Hietzing.

## Œuvres principales

### Opérettes
- Pagenstreiche, 1888
- Der Adjutant, 1889
- Adam und Eva, 1899
- Die romantische Frau, 1910
- Der Frechling, 1913

### Opéra
- Das Sonnenkind, 1929